# بيت حزام فاضل (النادرة)

تعديل مصدري - تعديل

بيت حزام فاضل محلة تابعة لقرية بيت الماس السفلى، التابعة لعزلة مقنع الاعلى بمديرية النادرة إحدى مديريات محافظة إب في الجمهورية اليمنية، بلغ تعداد سكانها 39 حسب تعداد اليمن لعام 2004.